# Jean Armand de Maillé-Brézé
Jean Armand de Maillé, marqués de Brézé (Milly, 18 de octubre de 1619 - Batalla de Orbetello, 14 de junio de 1646), fue un noble, militar y marino francés, marqués de Brézé y duque de Fronsac.
Coronel a los 15 años, general de las galeras a los 20, gran maestre de la navegación a los 24 años, Maillé-Brézé participó en ocho campañas navales, adquiriendo un gran renombre por sus victorias, que aseguraron, por un breve espacio de tiempo, el dominio del Mediterréneo Occidental a la marina de Luis XIII.